# Dysart et al
Dysart et al es un municipio canadiense situado en la provincia de Ontario, formado por la unión de las localidades de Dysart, Dudley, Harcourt, Guilford, Harburn, Bruton, Havelock, Eyre y Clyde. Et al es la abreviatura de la locución latina et alii, que significa y otros, o bien y los demás.

## Toponimia
Con 61 letras o 68 caracteres sin espacio, el municipio tuvo el nombre más largo de cualquier lugar de Canadá durante mucho tiempo. Sin embargo, en 2010 fue superado con creces por el recién creado distrito de servicios locales de Lethbridge and Area, en Terranova y Labrador. 
El municipio aún ostenta el estatus de topónimo más largo de Canadá continental, el más largo de Ontario y el segundo más largo de Canadá.

## Superficie
Dysart et al tiene una superficie de 1474,22 km².

## Demografía
Según el Censo de Canadá de 2021, tenía 7 182 habitantes, con una densidad poblacional de 4,9 hab./km², y 7 298 viviendas.